# Resident Evil – Code: Veronica
Resident Evil – Code: Veronica a Capcom videójátékgyártó cég Resident Evil című túlélőhorror-sorozatának eredeti trilógiáját kiegészítő Dreamcast-konzolra 2000-ben megjelent mellékepizódja.

## Code: Veronica X
A játék megjelent 6. generációs, GameCube és PlayStation 2, konzolokon is Resident Evil – Code: Veronica X címmel. Ez a rendezői változat feljavított grafikával és új jelenetekkel kiegészülve került 2001-ben a polcokra.

## Code: Veronica X HD
A játék 7. generációs, PlayStation 3 és Xbox 360, konzolokra Resident Evil – Code: Veronica X HD címmel jelent meg 2011-ben.

## Wesker's Report
A sorozat 5. évfordulója alkalmán kiadásra került fikciós dokumentumfilm a játék előzményeit és az eredeti trilógia eseményeit meséli el a történet szempontjából kulcsfigura Albert Wesker bemutatásában.

## Gun Survivor – Code: Veronica
A játék átdolgozásra került a játéksorozat Gun Survivor című FPS-mellékágának egyik epizódjaként is.